# Heinrich Schüren

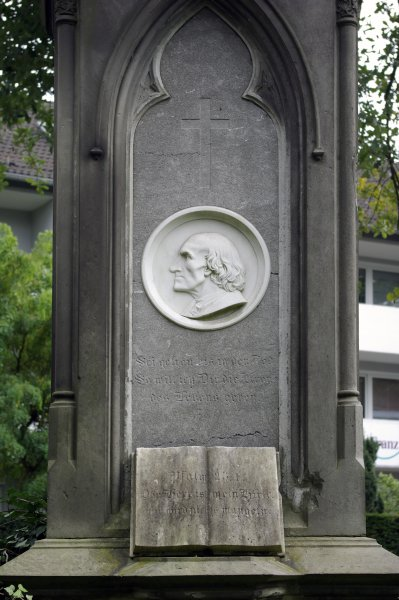
Grabstein von Heinrich Schüren

Johann Heinrich Schüren (* 5. Juli 1801 in Soest; † 16. Februar 1874 in Osnabrück) war ein Lehrer und evangelischer Seminardirektor in Osnabrück.

## Leben
Schüren wuchs in einer Beamtenfamilie in Soest auf. Nach der Elementarschule besuchte er das Archigymnasium, das er vorzeitig verließ. Durch seinen Lehrer Seidenstücker angeregt, trat er am 17. Oktober 1817 in das Soester Lehrerseminar ein, das er bis 1819 besuchte. 1820 begann er seine Laufbahn im Schulwesen als Lehrer in der Dorfschule in Wesel und unterrichtete von 1821 bis 1833 zunächst als 4. Lehrer an der höheren Stadtschule in Lippstadt. Als Mann der Erweckungsbewegung und eifriger Lehrer machte er sich schon dort einen Namen. 1833 wechselte er nach Osnabrück und wurde erster Lehrer der neu eingerichteten Bürgerschule und zugleich Inspektor der evangelischen Vorschulen und Kirchspielschulen. 1835 übernahm er das Amt des ersten Lehrers an einer der vier Hauptschulen. 1840 wurde Schüren einziger Inspektor der evangelischen Elementarschulen in Osnabrück. 1850 übertrug man ihm die Leitung des evangelischen Lehrerseminars in Osnabrück, die er bis 1873 ausübte. 1869 erhielt er vom preußischen Schulministerium den Titel Seminardirektor. Schon 1851 war er in die neu eingerichtete Position eines „schulkundigen Mitglieds“ im Evangelischen Landeskonsistorium mit dem Titel Ober-Schulinspektor (1856) berufen worden. Auch dieses Amt übte er bis 1873 aus.
Schüren war an der Gründung mehrerer Vereine beteiligt. 1837 war er Mitgründer des Osnabrücker Lehrergesangfestes. 1839 beteiligte er sich an der Konstituierung der Pädagogischen Gesellschaft. 1848 wirkte er mit anderen an der Gründung des Industrievereins mit. 1855 wählte man ihn zum Vorsitzenden des Osnabrücker Provinzial-Lehrerverbandes. 1861 bewirkte er die Einrichtung einer Unterstützungskasse für Lehrerwitwen und Waisen, die 1870 in Schüren-Stiftung umbenannt wurde. Schürens Grabstätte befindet sich auf dem Johannisfriedhof.
Niemand prägte das Osnabrücker Schulwesen, vielleicht mit Ausnahme der Gymnasien, im 19. Jahrhundert so wie Schüren. Dabei hatte er auch eine überregionale Wirkung, wie die beiden Monographien von Spieker (Hannover) und Freye (Gütersloh) aus den 1880er Jahren zeigen.

## Ehrungen
- Die Stadt Osnabrück benannte nach ihm die Schürenstraße.
- Am 5. Mai 1956 genehmigte die Stadt Osnabrück den Antrag der Gesamtkonferenz der Gemeinschaftsschule 1 (einer Grundschule), die Schule zukünftig „Heinrich-Schüren-Schule“ zu benennen.[1]

## Schriften
- Reformationsgeschichte der Stadt Osnabrück zur Feier des dritten hundertjährigen Jubiläums der Reformation in Osnabrück der protestantischen Jugend daselbst überreicht. Kißling, Osnabrück 1943.
- Festrede. Ein Wort ernster Mahnung, der evangelisch-protestantischen Jugend der Stadt Osnabrück bei der Schulfeier des dritten Reformationsjubiläums. Kißling, Osnabrück 1943.
- Gedanken über den Religionsunterricht der Christlichen Volksschule. Rackhorst, Osnabrück 1861.
- Bilder von Schulmännern aus alter Zeit für Schulmänner der neuesten Zeit gezeichnet. Rackhorst, Osnabrück 1863.